# Trois couleurs: Bleu
Trois couleurs: Bleu (1993) is het eerste deel van de Trois couleurs-trilogie van regisseur en medescenarist Krzysztof Kieślowski, genoemd naar de drie idealen van de Franse revolutionaire periode: vrijheid, gelijkheid en broederschap.
De film won onder meer drie  Césars en de Gouden Leeuw op het Filmfestival van Venetië.

## Verhaal
Trois couleurs: Bleu heeft als thema vrijheid wat zich manifesteert in de poging van de protagonist zich te bevrijden van haar verleden en bezittingen. Wanneer Julie Vignon haar man en dochter bij een auto-ongeval verliest, verkoopt ze haar huis en verbreekt ze haar banden met de buitenwereld om zo onafhankelijk en anoniem een nieuw leven te beginnen. Haar verleden en omgeving dringen zich echter voortdurend aan haar op.

## Rolverdeling
| Acteur               | Personage                |
| -------------------- | ------------------------ |
| Juliette Binoche     | Julie de Courcy - Vignon |
| Benoît Régent        | Olivier Benoît           |
| Florence Pernel      | Sandrine                 |
| Charlotte Véry       | Lucille                  |
| Emmanuelle Riva      | De moeder van Julie      |
| Hélène Vincent       | De journaliste           |
| Philippe Volter      | De makelaar              |
| Claude Duneton       | De dokter                |
| Jacek Ostaszewski    | De fluitist              |
| Hugues Quester       | Patrice de Courcy        |
| Florence Vignon      | De kopieïste             |
| Julie Gayet          | De advocate              |
| Julie Delpy          | Dominique Vidal          |
| Zbigniew Zamachowski | Karol Karol              |
| Isabelle Sadoyan     | De dienstmeid            |